# 2010 v dopravě
Tento článek obsahuje události související s dopravou, které proběhly v roce 2010 v dopravě.

## Leden
- 1. ledna

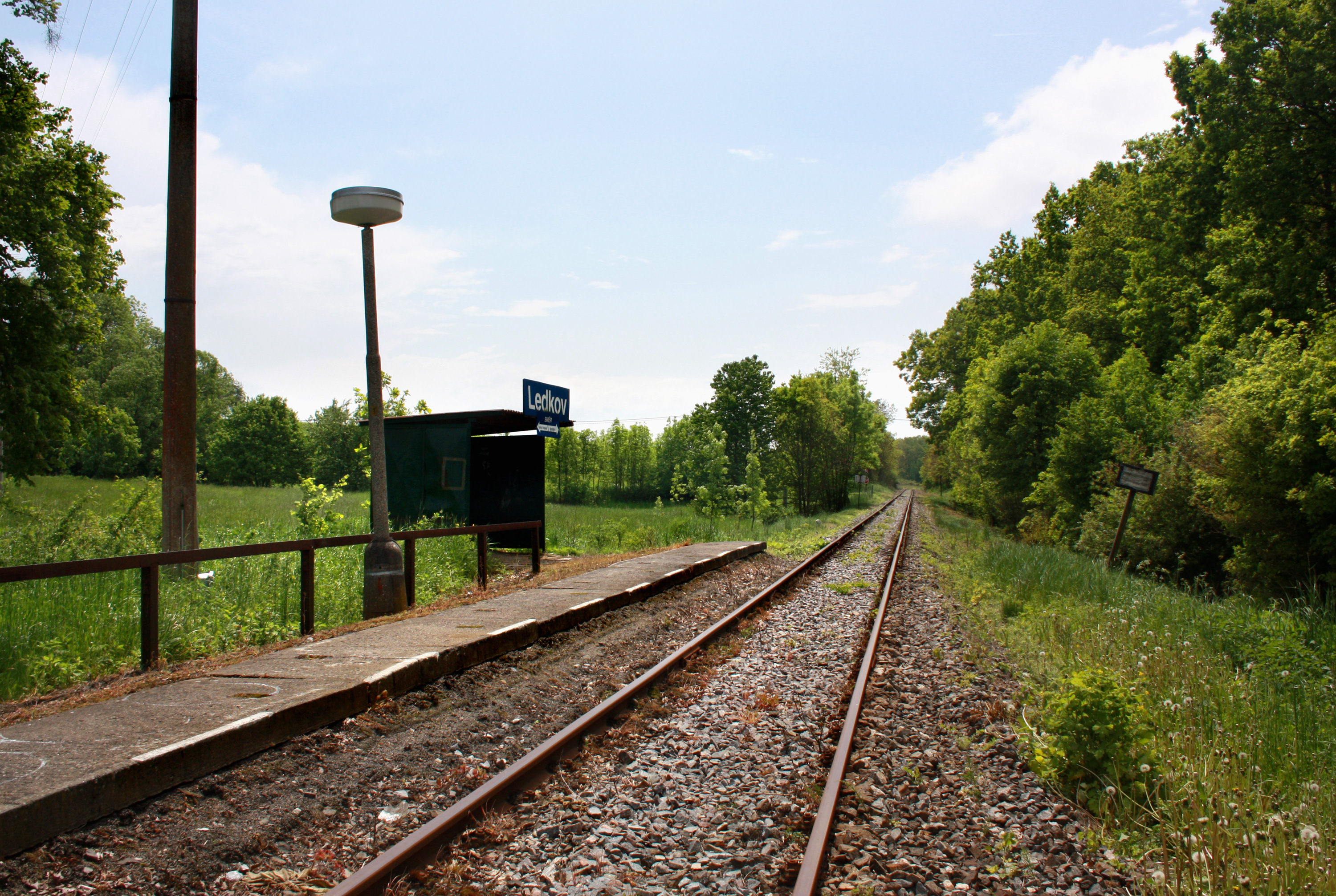
Opuštěná stanice Ledkov na trati z Dolního Bousova do Kopidlna

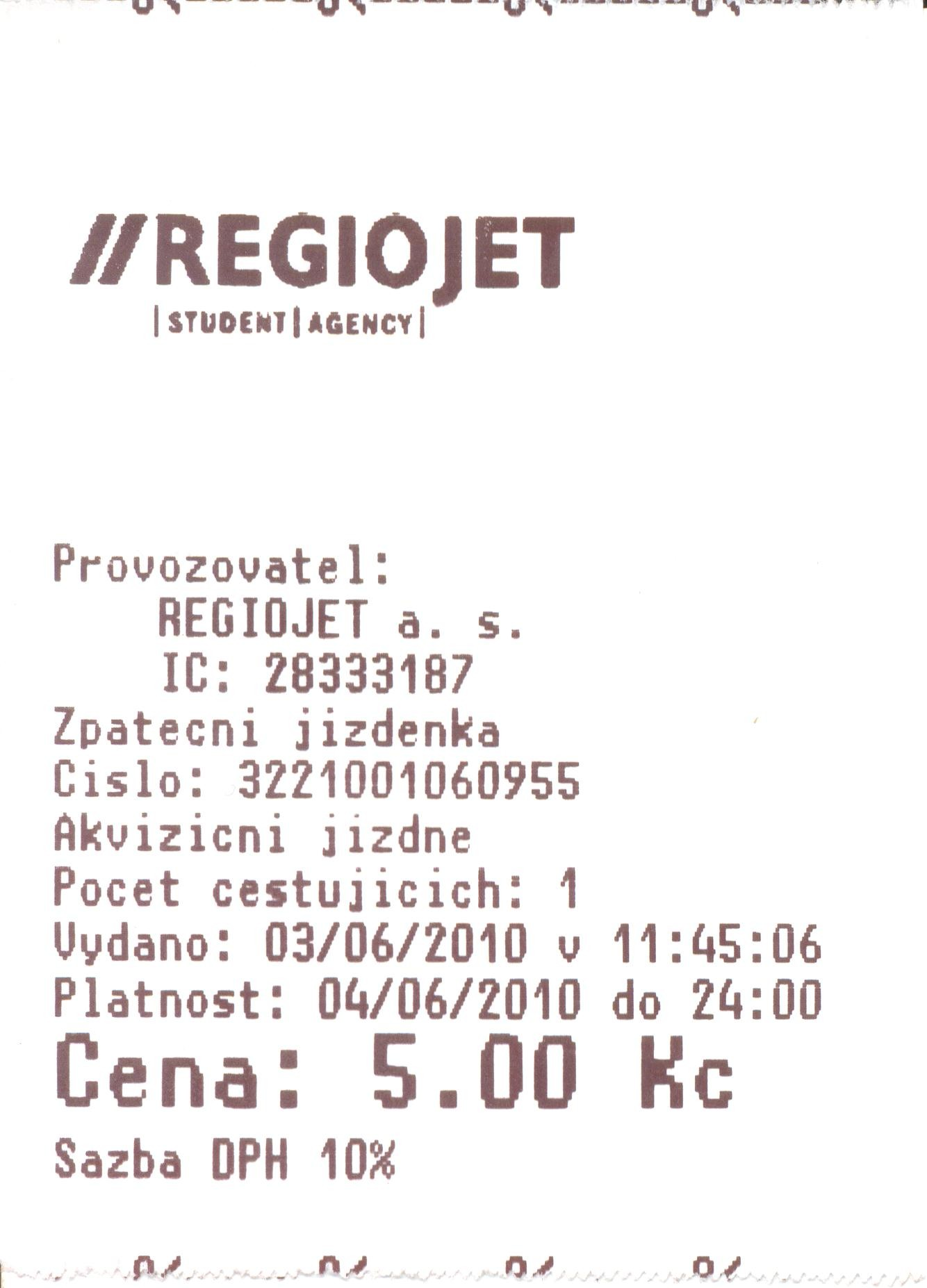
Jízdenka na vlak společnosti RegioJet během prezentačních jízd v roce 2010

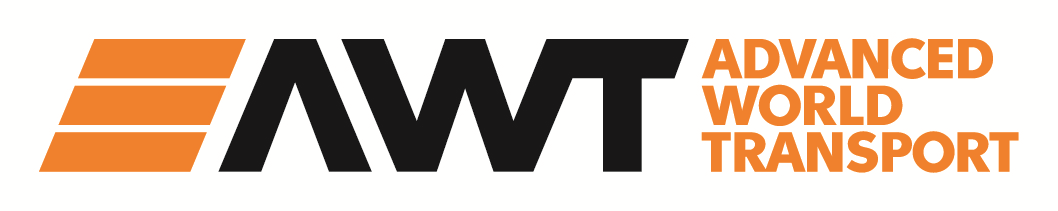
Nové logo společnosti AWT

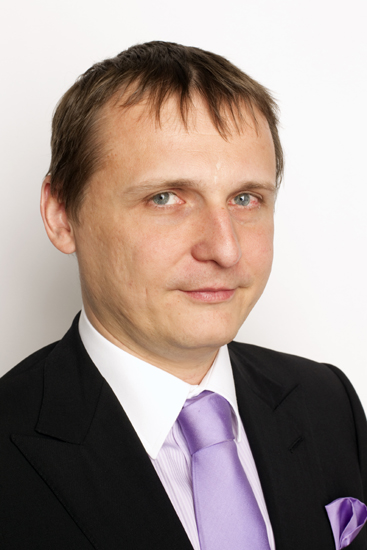
Nový český ministr dopravy Vít Bárta

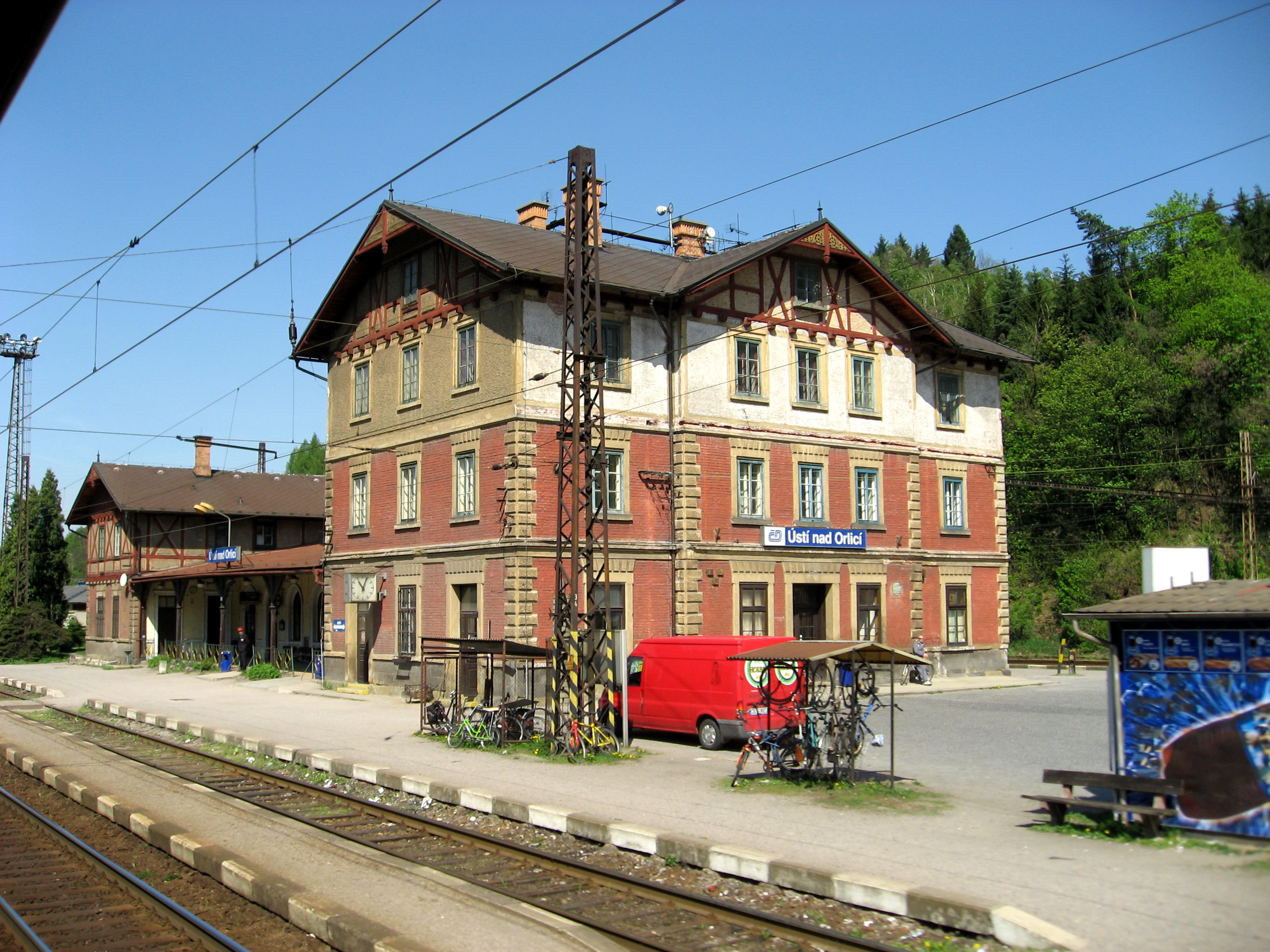
Nádraží v Ústí nad Orlicí se stalo kulturní památkou

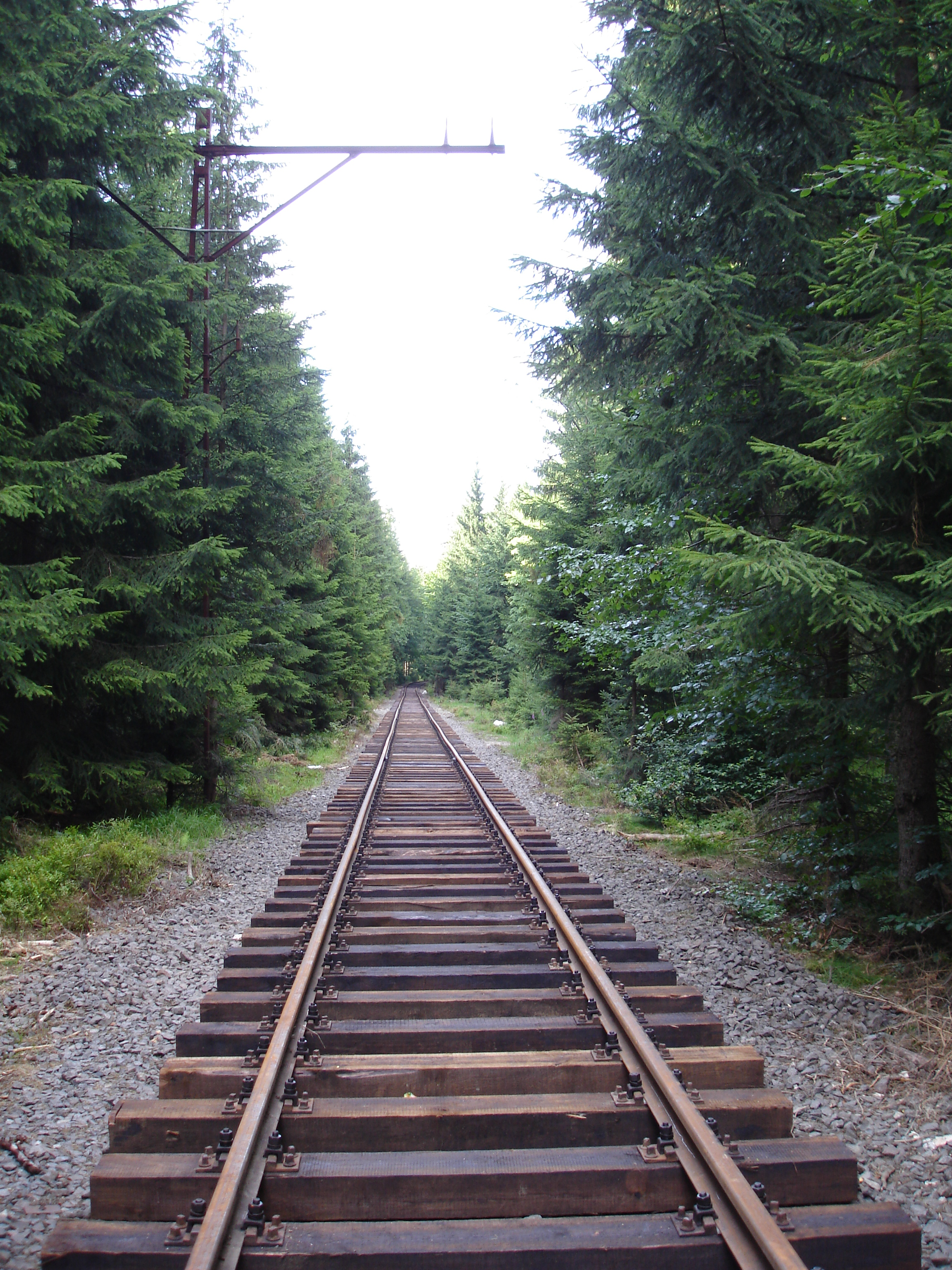
Obnovená trať z Harrachova do Polska

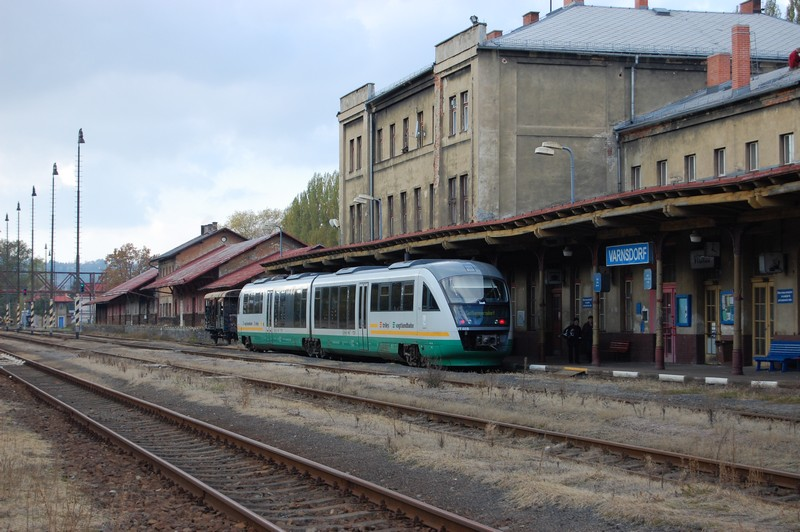
Motorová jednotka Desiro společnosti Vogtlandbahn na varnsdorfském nádraží

 V obci Smržovka na Jablonecku začala pro cestující fungovat nová železniční zastávka Smržovka-Luční. Zastávka leží na železniční trati 036.

## Březen
- 4. března

 Dopravní odbory měly na tento den naplánovanou stávku na protest proti změně zákona o zaměstnaneckých výhodách. Stávku však nakonec odvolaly.
- 14. března

 V úseku Dolní Bousov – Kopidlno (část trati 063) byla zastavena pravidelná osobní železniční doprava.
- 20. března

 Zaměstnanci letecké společnosti British Airways zahájili třídenní stávku, kterou protestovali proti úsporným opatřením firmy. Stávka se pak během roku opakovala ještě několikrát.

## Duben
- 14. dubna

  Polský dopravce Koleje Czeskie, dceřiná společnost ČD Carga, odvezl svůj první vlak.
- 25. dubna

 Soukromý železniční dopravce RegioJet, člen skupiny Student Agency, vstoupil na české koleje reklamní akcí Žluté jaro na železnici. Se zapůjčenými motorovými vozy Desiro vyjel na vlastní náklady po tzv. Kozí dráze z Děčína do Krupky. V následujících týdnech se přesunul např. na trasu z Ústí nad Labem do Litvínova.

## Květen
- 1. května

 Český železniční dopravce OKD, Doprava změnil název na Advanced World Transport.

## Červen
- 3. června

 V Jablonci nad Nisou byla otevřena nová železniční zastávka Jablonec nad Nisou centrum. Jde již o šestou železniční stanici v tomto městě.
- 9. června

 V úseku České Velenice – Gmünd NÖ projel první elektrický vlak.
- 10. června

 První elektrický vlak projel mezi stanicemi Nových Hradů a České Velenice na trati České Budějovice – Gmünd.
- 15. června

 V Ostravě byl zahájen jedenáctý ročník třídenního mezinárodního veletrhu drážní techniky, výrobků a služeb pro potřeby železniční a městské kolejové dopravy Czech Raildays.
- 28. června

 Železniční nehoda v Ústí nad Labem si vyžádala jednu oběť a 11 zranění.

## Červenec
- 9. července

 Ján Figeľ se stal v nově vzniklé vládě Ivety Radičové ministrem dopravy, pošt a telekomunikací Slovenské republiky. Nahradil tak Ľubomíra Vážnyho.
- 13. července

 Skončila úřednická vláda Jana Fischera a s ní i dosavadní ministr dopravy Gustáv Slamečka. V novém kabinetu Petra Nečase připadl resort dopravy Vítu Bártovi z Věcí veřejných.

## Srpen
- 9. srpna

 Ministr dopravy Vít Bárta zastavil 31 železničních a patnáct silničních staveb, kvůli úsporným opatřením.
- 20. srpna

 Na železniční trati 036 byla v obci Desná otevřena nejstrmější železniční zastávka v Česku. Nástupiště nové zastávky Desná-Pustinská je postaveno na sklonu 56,60 promile.
- 26. srpna

 Budova železniční stanice Ústí nad Orlicí z roku 1873 se stala kulturní památkou.
- 28. srpna

  Po 65 letech byla opět zahájena pravidelná osobní doprava na železniční trati z Harrachova do polské Szklarske Poręby.

## Září
- 20. září

 Byl zprovozněn 23 kilometrů dlouhý úsek Modletice – Praha-Slivenec na Pražském okruhu.

## Říjen
- 15. října

 Po 11 letech bylo ve Švýcarsku dokončeno ražení 57 km dlouhého Gotthardského tunelu. Jde o nejdelší železniční tunel světa, vlaky by jím měly začít projíždět v roce 2017.
- 27. října

 V obci Desná byla otevřena již čtvrtá železniční zastávka. Nová zastávka Desná-Riedlova vila na trati 036 se nachází v blízkosti stejnojmenné vily.

## Listopad
- 1. listopadu

 Ministerstvo dopravy, pôšt a telekomunikácií Slovenskej republiky změnilo název na Ministerstvo dopravy, výstavby a regionálneho rozvoja Slovenskej republiky.
- 3. listopadu

 Úřad pro ochranu hospodářské soutěže udělil společnosti Student Agency pokutu 6 milionů korun za to, že její autobusy jezdily v roce 2007 mezi Prahou a Brnem jen za padesát korun.
- 27. listopadu

 Na trati 035 z Tanvaldu do Železného Brodu byla v obci Velké Hamry uvedena do zkušebního provozu nová železniční zastávka Velké Hamry město.

## Prosinec
- 12. prosince

 V platnost vstoupil nový jízdní řád veřejné dopravy.
 Na železničních tratích Velká Kraš – Vidnava a Chrudim město – Heřmanův Městec přestala být provozována pravidelná osobní doprava.
  Elektrická jednotka 680 (Pendolino) přestala zajíždět z Prahy do rakouské Vídně.
  Pravidelnou osobní dopravu na železniční trati 089 z Liberce přes Hrádek nad Nisou, německou Žitavu a Varnsdorf do Rybniště a Seifhennersdorfu začal na základě vítězství ve výběrovém řízení provozovat německý dopravce Vogtlandbahn.
- 22. prosince

 České dráhy převzaly od společnosti CZ LOKO první modernizovanou lokomotivu řady 750.7.